# بیریوچک
بیریوچک (به لاتین: Biryuchek) یک منطقهٔ مسکونی در روسیه است که در استان آستراخان واقع شده‌است.